# Буриловци
Буриловци или Бориловци (на македонска литературна норма: Буриловци) e село в североизточната част на Северна Македония, част от община Свети Никола.

## География
Селото е разположено на 6 километра източно от общинския център град Свети Никола.

## История
Църквата „Свети Никола“ е от XV–XVI век.
При избухването на Балканската война в 1912 година един човек от Буриловци е доброволец в Македоно-одринското опълчение.
След Междусъюзническата война в 1913 година селото попада в Сърбия.
На етническата си карта от 1927 година Леонард Шулце Йена показва Бориловци (Borilovci) като българско християнско село.
В 1994 година селото има 13, а в 2002 година – 14 жители.